# St. Elisabeth (München)

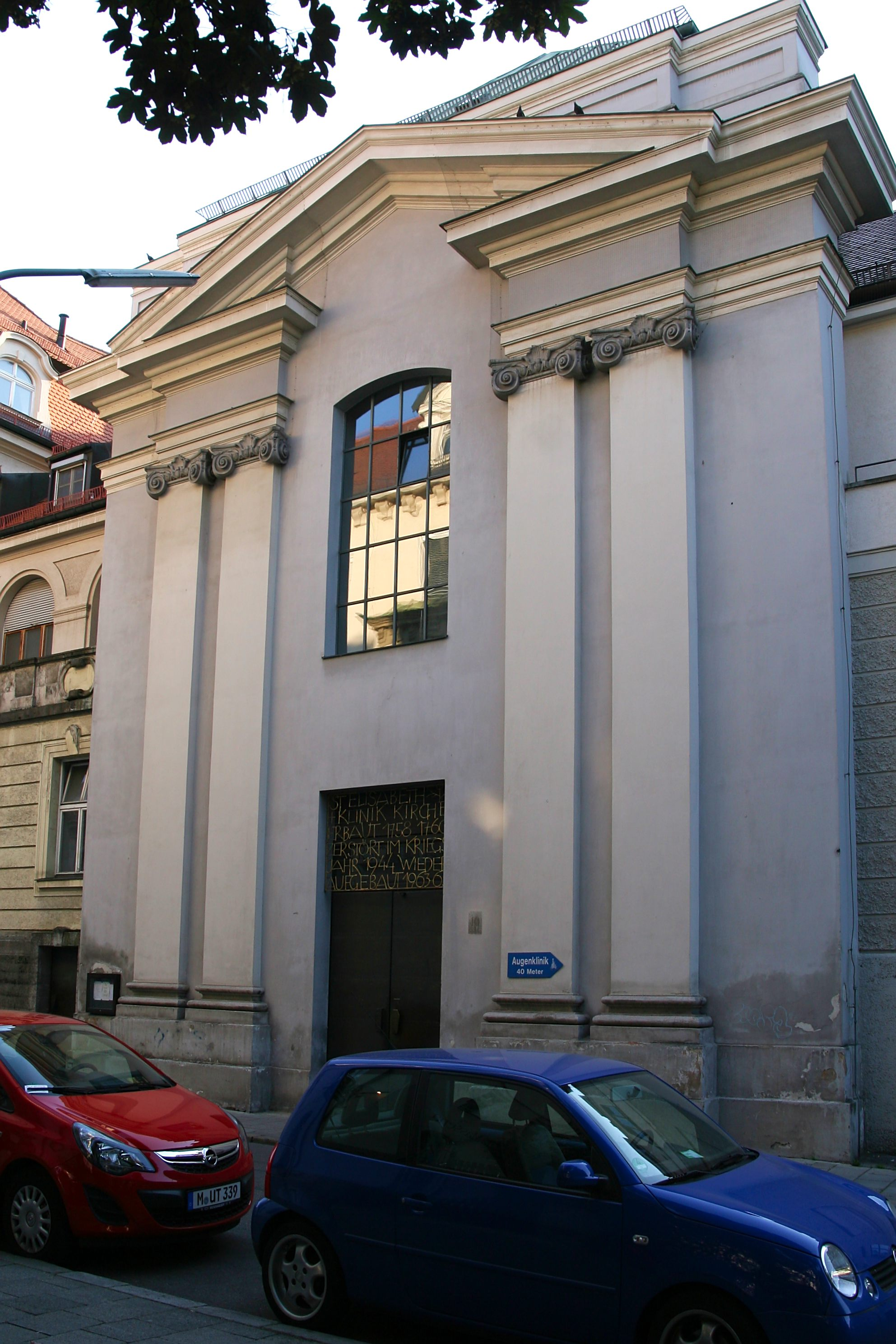
Die Elisabethkirche im Münchner Klinikviertel

Die katholische Kirche St. Elisabeth in München diente als Spitalkirche der Elisabethinen und entstand im ausgehenden Rokoko. Sie gehört zur Kirchengemeinde St. Peter.

## Lage

Innenraum

St. Elisabeth liegt in der Ludwigsvorstadt in der Mathildenstraße 10. Rings um die Kirche befindet sich heute die Augenklinik der Ludwig-Maximilians-Universität.

## Geschichte

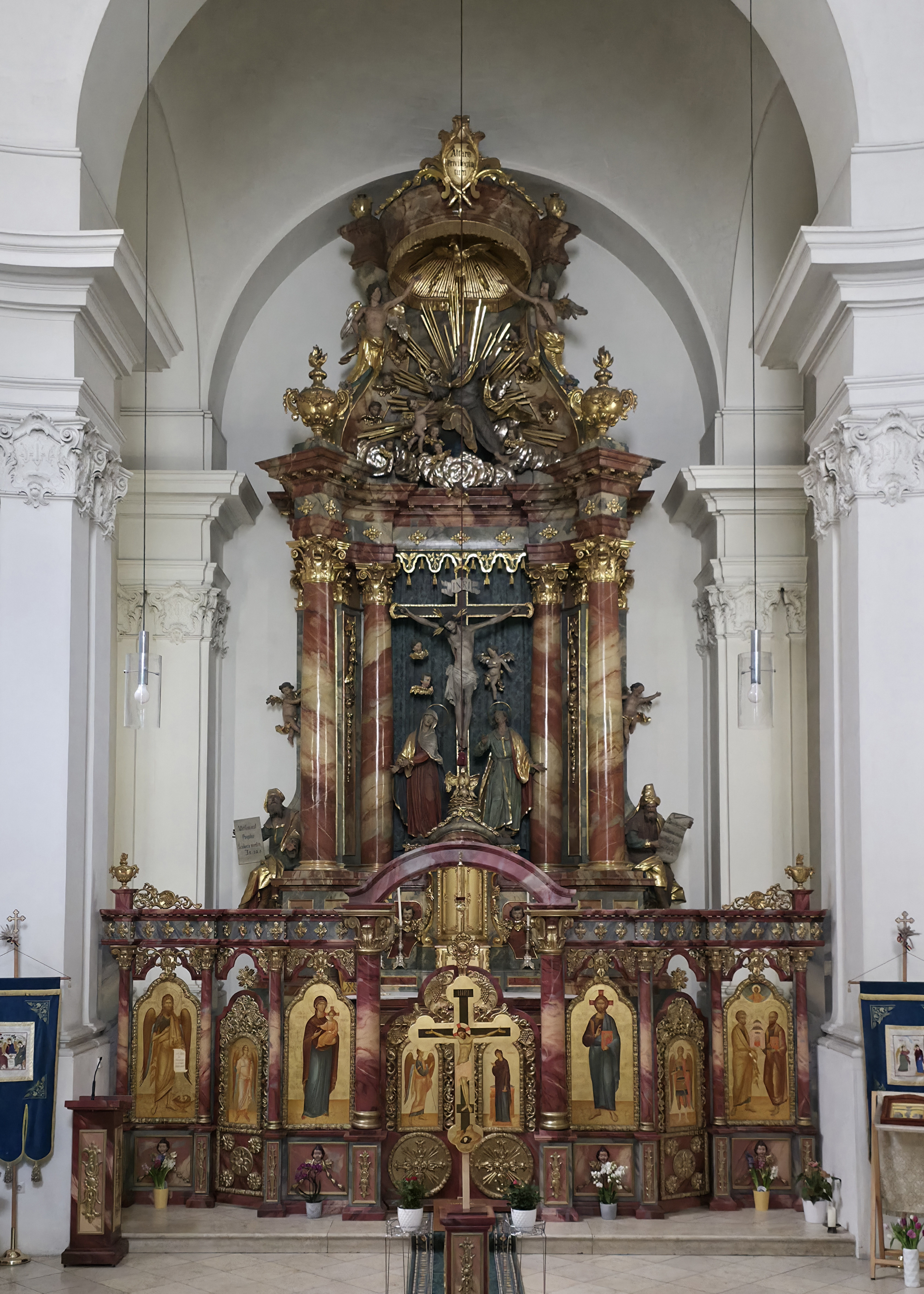
Hochaltar

Im Viertel vor dem Sendlinger Tor befinden sich seit langer Zeit Krankenanstalten. Auf Veranlassung von Kurfürst Maximilian III. Joseph und Graf Max Emanuel von Perusa wurden bereits die Barmherzigen Brüder im Jahr 1750 in ein vor dem Sendlinger Tor gelegenes Lazarett berufen. Von 1752 bis 1754 entstand vor dem Sendlinger Tor in der heutigen Ziemssenstraße das Spital der Barmherzigen Brüder; die zugehörige Klosterkirche folgte ab 1764. Sie wurde 1772 zu Ehren des Kurfürsten dem hl. Maximilian geweiht. In Größe, Raumanordnung und Ausstattung war sie vergleichbar der Elisabethkirche beim Frauenspital, die kurz zuvor entstand. 
Im Jahre 1754 stiftete auch die Mutter des Kurfürsten, die ehemalige Kaiserin Maria Amalia, ein Ordenshaus mit Spital der Elisabethinen, die sich auf ihre Initiative in München niederließen. Diese erste moderne Krankenheilanstalt Münchens, die sich nicht mehr als Siechenhaus verstand, widmete sich der Krankenpflege und Ausbildung von Laienhelferinnen. Der Bau der zugehörigen Kirche St. Elisabeth folgte ab 1758. Das den Heiligen Fünf Wunden geweihte Kloster wurde 1809 ebenso wie auch das Kloster der Barmherzigen Brüder aufgelöst und die beiden Spitale wurden zusammengelegt. Die Klostergebäude der Elisabethinen wurden abgerissen und an ihrer Stelle 1907/10 die Poliklinik erbaut. Die Kirche wurde ab 1823 vom Spital zum Hlg. Geist und nach dessen Verlegung Anfang des 20. Jahrhunderts von der Augen- und der Poliklinik als Krankenhauskirche genutzt.

## Architektur

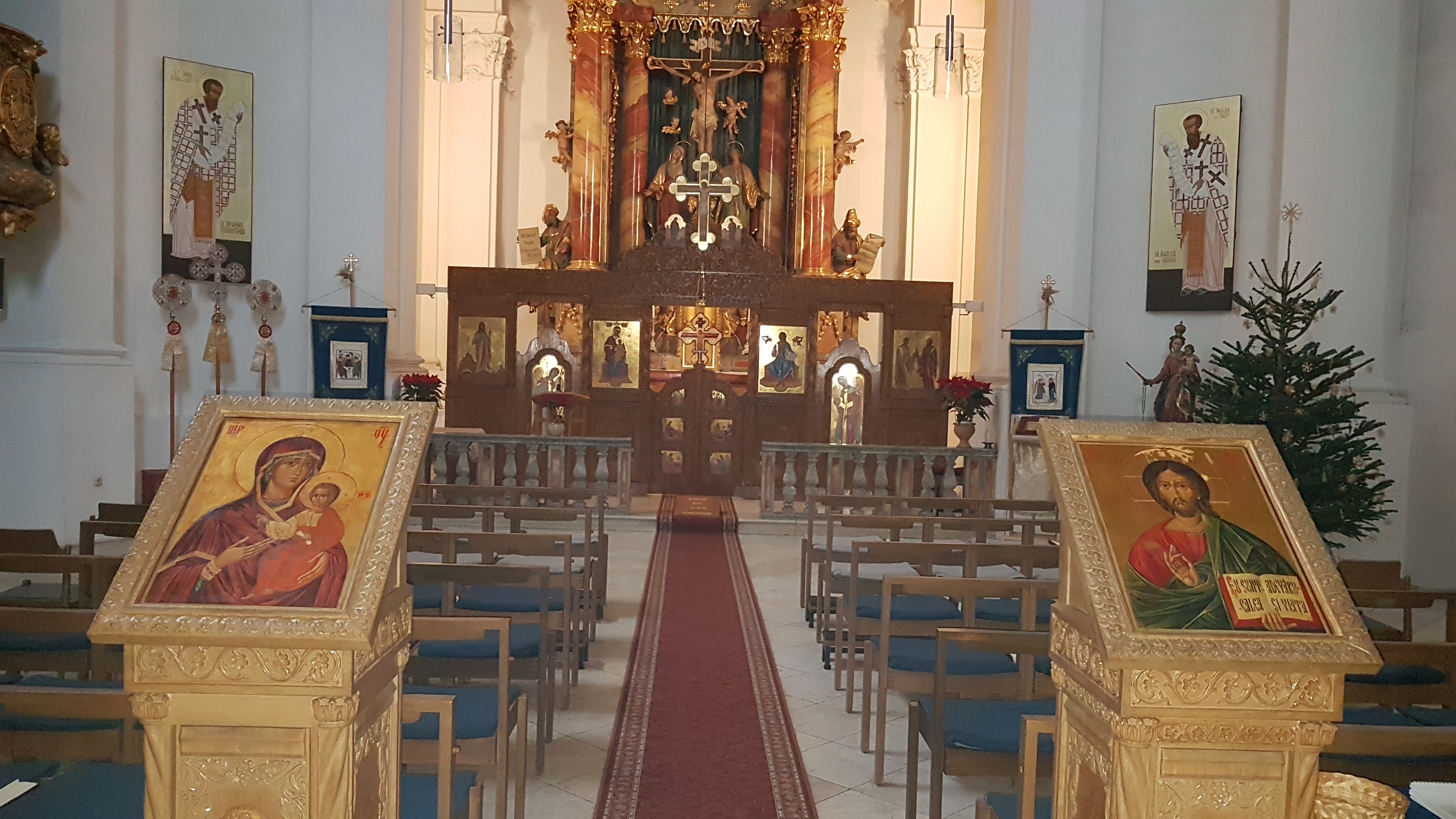
Orthodoxe Ausstattungsstücke

Der Bau der Kirche wurde 1758 wohl vom kurbayerischen Hofmaurermeister Leonhard Matthäus Giessl (1707–1785) begonnen, wobei die Annahme, dass nach Plänen von Johann Michael Fischer gebaut wurde, heute nicht mehr als gesichert gilt. Die Kirche entstand im späten Rokoko und zeigt bereits frühklassizistische Einflüsse. Der Grundriss zeigt einen rechteckigen Hauptraum, an den sich im Osten der querrechteckige Eingangsraum und im Westen der gleichartige Altarraum anschließen. Erst 1790 wurde St. Elisabeth durch Franz Kirchgrabner mit der Fertigstellung der durch Doppelpilaster dekorierten Fassade vollendet. 
Im Zweiten Weltkrieg wurde die Kirche stark zerstört und danach durch Erwin Schleich vereinfacht wiederhergestellt. Der Hochaltar von Joseph Heringer (1776) nach einem Entwurf von Ignaz Günther wurde 1947 vereinfacht rekonstruiert, da seine Bildwerke im Schutt geborgen werden konnten, ebenso die Kanzel. Die restlichen beiden Altäre und die Stuckaturen sowie die Bemalung von Matthäus Günther wurden nicht mehr rekonstruiert. Zuletzt wurde die Kirche 2007 renoviert. Ein Teil der neueren Ausstattung ist der Tatsache geschuldet, dass die Kirche heute der Rumänisch-Griechischen Katholischen Gemeinde für Gottesdienste zur Verfügung steht.

## Orgel
Die Orgel von St. Elisabeth wurde um 1964 vom Münchner Orgelbauer Carl Schuster gebaut. Das Schleifladeninstrument mit mechanischer Spiel- und Registertraktur hat 12 Register. Die Disposition lautet:
| I Hauptwerk C–g3 |    |
| Gedacktpommer    | 8' |
| Prinzipal        | 4' |
| Waldflöte        | 2' |
| Mixtur III       | 1' |

| II Positiv C–g3  |       |
| Stillgedackt     | 8'    |
| Rohrflöte        | 4'    |
| Kleinprinzipal   | 2'    |
| Siffflötenquinte | 1 ⁄3' |
| Zimbel II        | 1⁄3'  |

| Pedal C-d1       |     |
| Subbass          | 16' |
| Violonoktav      | 8'  |
| Dolkanpiffaro II | 4'  |

- Koppeln: II/I, I/P, II/P